# Concentratore non focalizzante
Il concentratore non focalizzante è un sistema ottico basato sul concetto dell'ottica senza immagini che fornisce un ottimo accoppiamento tra una sorgente luminosa non puntiforme ed una uscita ben più piccola.
Con questo strumento si possono ottenere dei sistemi di concentrazione della luce solare privi d'inseguimento e quindi poco costosi.
La struttura del concentratore è quella dell'interno di un cono le cui pareti riflettenti riflettono la luce verso il vertice.
Tra le possibili applicazioni c'è il forno solare molto utile in aree povere del Pianeta.